# برونزویک هدز

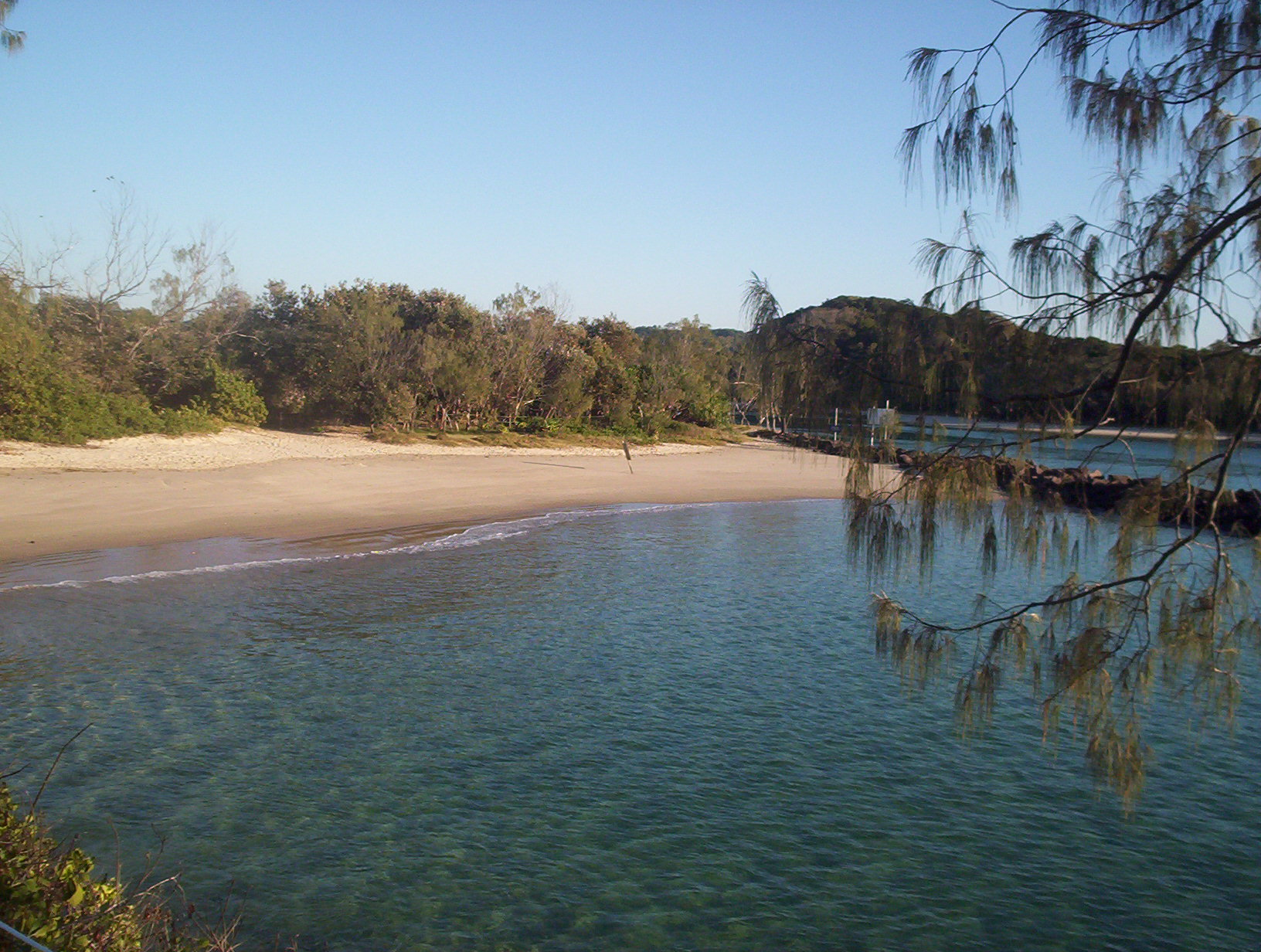
یک ورودی کوچک در نزدیکی دهانه رودخانه برونزویک.

برانزویک هدز شهری در ساحل شمالی ایالت نیوساوت ولز در کشور استرالیا است. این شهر در ناحیه  بایرون شایرقرار گرفته است. در سال ۲۰۱۱ جمعیت برونزویک هدز ۱٬۶۳۶ نفر بوده است.
برانزویک هدز یک دهکده کوچک توریستی است که در دهانه رود برانزویک قرار  گرفته است.  
با وجود توسعه سواحل اطراف برانزویک هدز، این شهر بافت سنتی روستایی خود را حفظ کرده است. 
برانزویک هدز در ۱۰ کیلومتری (۱۵ دقیقه رانندگی)  شمال شهر بایرون بی و ۳۰ دقیقه فاصله سفر از  فرودگاه گلدکست و در ۴۰ کیلومتری جنوب مرز ایالت کوئینزلند قرار گرفته است. در سال ۱۹۹۸ بزرگراه پاسیفیک از شهر برانزویک عبور کرد.